# Зоннебеке
Зоннебеке (нидерл. Zonnebeke) — коммуна в Бельгии, расположенная в провинции Западная Фландрия. Община включает в свой состав деревни Беселаре, Гелувелт, Пассендале, Зандворде и собственно Зоннебеке. Площадь общины — 67,57 км². По состоянию на 1 января 2018 года население общины составляло 12445 человек, плотность населения — 180 чел./км².

## История

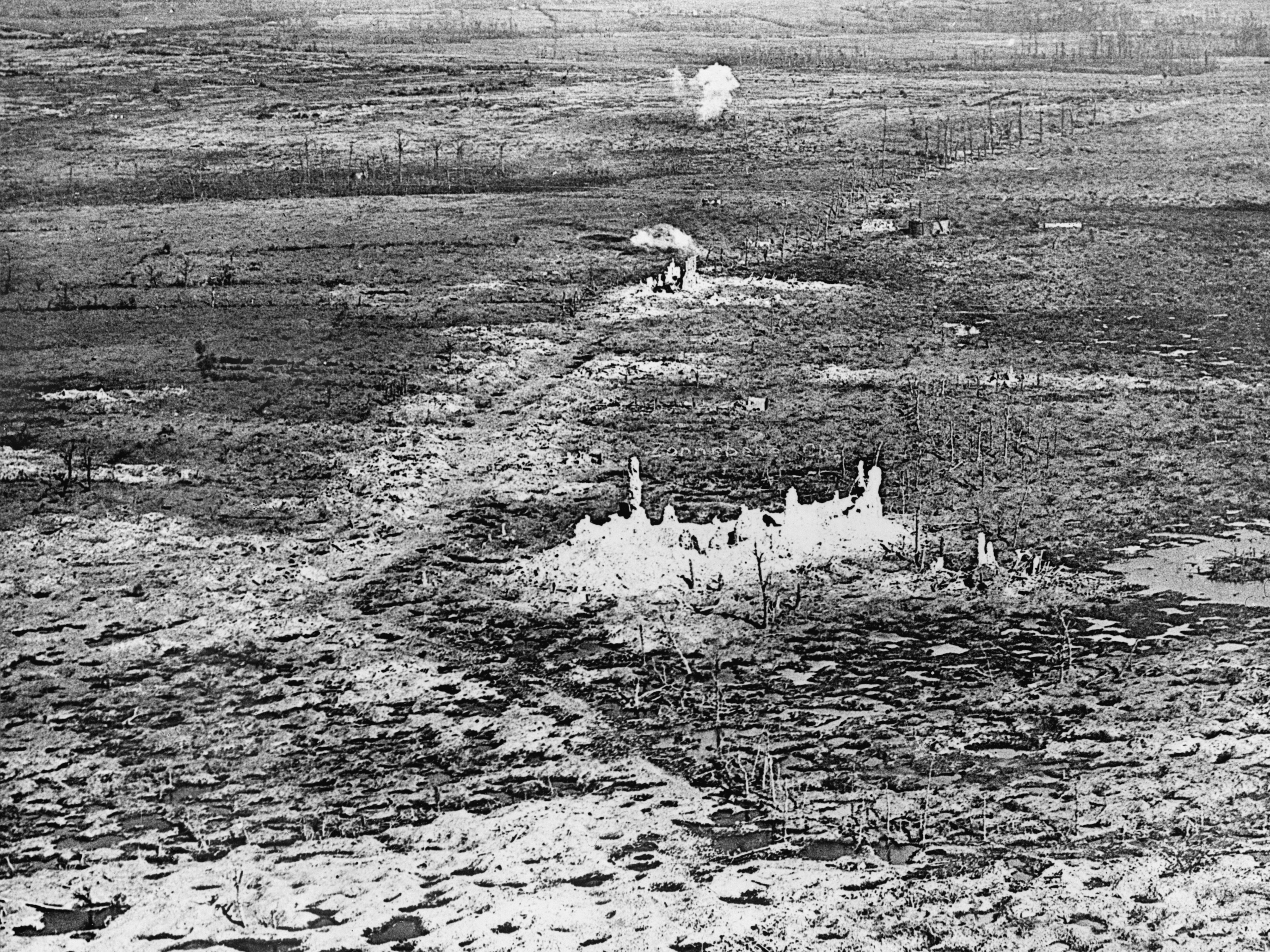
Руины Зоннебеке, 1918 год

Деревни коммуны Зоннебеке были собраны вокруг большого аббатства августинцев и женского монастыря ордена бенедектинцев в Ноннебоссхене. Деревня Пассендале сыграла роль в исходе битвы при Вестроозбеке 1382 года. Оба монастыря были уничтожены в 1580 году во время иконоборческого восстания: позже аббатство августинцев было отстроено, но разграблено в дальнейшем французами.
Во время Первой мировой войны деревня Зоннебеке, находившаяся в центре Ипрского выступа, была полностью разрушена и была покинута людьми, которые начали возвращаться только в конце 1920-х годов. В 1932 году была открыта ферма по производству сыра: в настоящее время только там производится пассендальский сыр.
Во время Второй мировой войны в деревне держали оборону гитлеровцы во время наступления англо-американских войск. В настоящее время к основным занятиям жителей коммуны Зоннебеке относятся сельское хозяйство, малый бизнес и работа в соседних городах. В Зоннебеке, где добывается синяя глина, ведётся производство кирпичей.

## Подземные сооружения

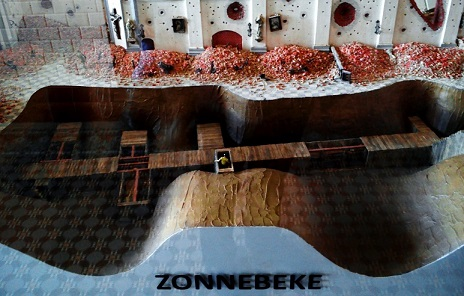
Модель окопа под церковью в Зоннебеке, который соорудила 171-я тоннельная рота

На территории коммуны Зоннебеке, а именно в пяти деревнях находится больше всего подземных сооружений времён Первой мировой войны, поскольку Зоннебеке оказалось в центре сражений на Ипре и при Пашендейле. Эти сооружения снова были открыты после того, как завод по производству кирпичей Terca Zonnebeke N.V. приступил к поискам новых залежей синей глины и расширил масштабы своей коммерческой деятельности. Всего на Ипрском выступе были обнаружены около 180 окопов и подземных тоннелей, в некоторые из них в 1990-е годы люди заглянули впервые после боевых действий.
В 1983 году был найден построенный австралийскими экспедиционными частями Бременский редут (англ. Bremen Redoubt). Он оставался открытым для публики до 1998 года: причиной окончательного разрушения редута считаются прогнившие деревянные опоры. Также во время археологических раскопок на месте разрушенного аббатства августинцев был обнаружен ещё один окоп под церковью в Зоннебеке. В настоящее время территория, где находилась окоп, официально признана «археологическим садом», а модель окопа представлена в Мемориальном музее битвы при Пашендейле. Ещё один окоп был обнаружен 21 февраля 1998 года, когда жена фермера, мывшая окна, буквально провалилась сквозь землю: в той точке, находившейся менее чем в 400 м от кладбища Тайн-Кот, был обнаружен Бичемский окоп (англ. Beecham dugout).
Весной 2006 года стало известно, что кирпичный завод получил лицензию на расширение зоны своей деятельности в плане добычи синей глины. Ассоциация по изучению и сохранению археологических раскопок на полях сражений (англ. Association for Battlefield Archaeology and Conservation), используя карты более 350 подземных структур при помощи бельгийского археолога Йохана Вандевалле (нидерл. Johan Vandewalle) и британского телепродюсера Питера Бартона (англ. Peter Barton), сделала вывод, что рядом с зоной предполагаемой добычи синей глины может находиться как минимум одно такое сооружение, так называемый Вампирский окоп (его открыли снова в 2007 году). После дискуссий с местными властями и историками Ассоциация получила разрешение начать научно-исследовательский проект. За помощью в дальнейшем изучении Вампирского окопа они обратились за помощью в Центр археологических раскопок на полях сражений при Университете Глазго (отчасти в связи с тем, что в боях за эти деревни участвовал Хайлендский лёгкий пехотный полк).

## Города-побратимы
- Ландау-на-Изаре

## Известные люди
- Морис Бонте (1904—1958) — бельгийский военный, член движения «Сражающаяся Франция» в годы Второй мировой войны.
- Вивиана Де Мюнк (род. 1946) — актриса театра и кино.
- Ян Тёнинк (род. 1954) — художник и поэт.

## Галерея

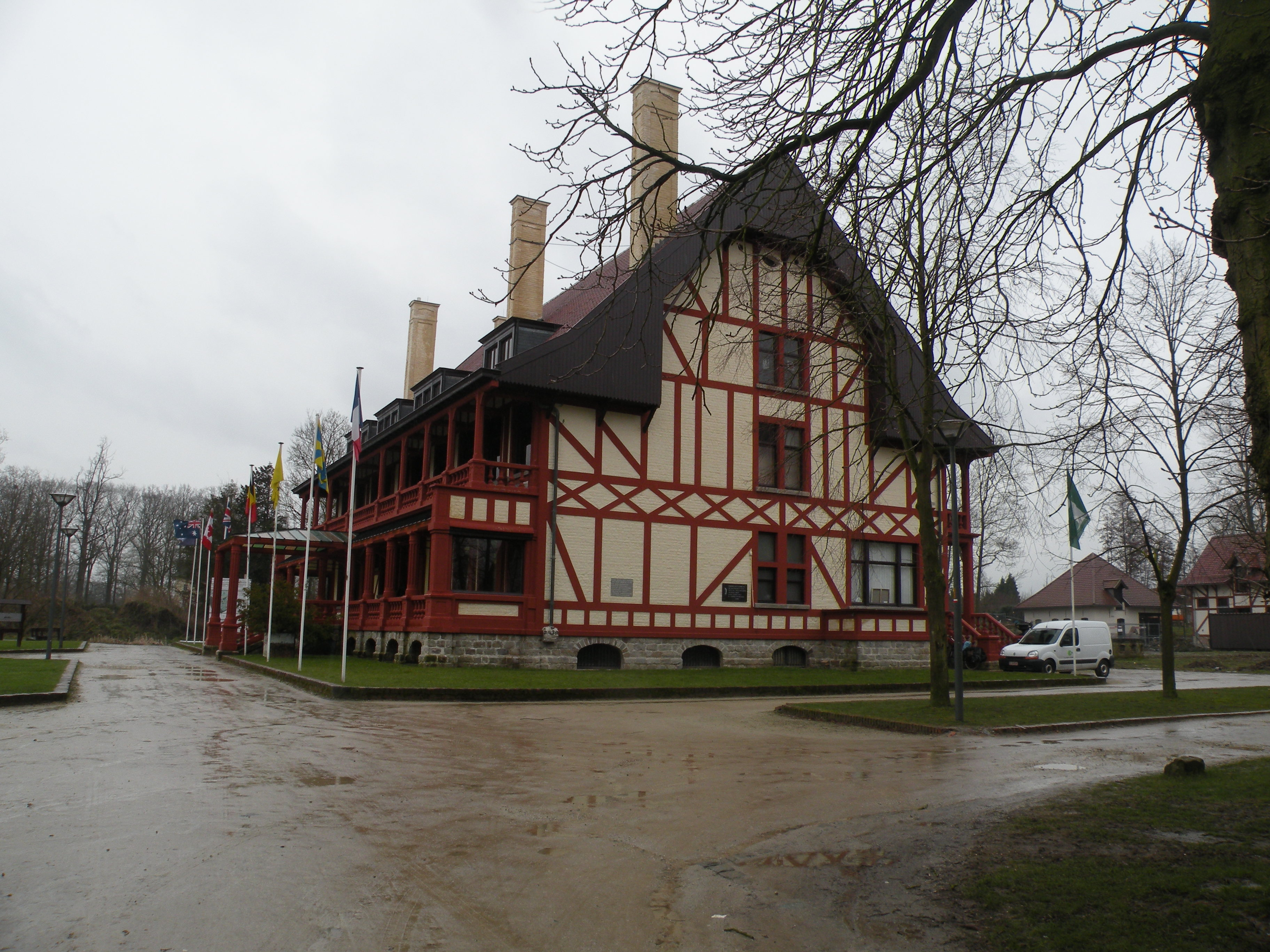
Мемориальный музей битвы при Пашендейле[англ.]
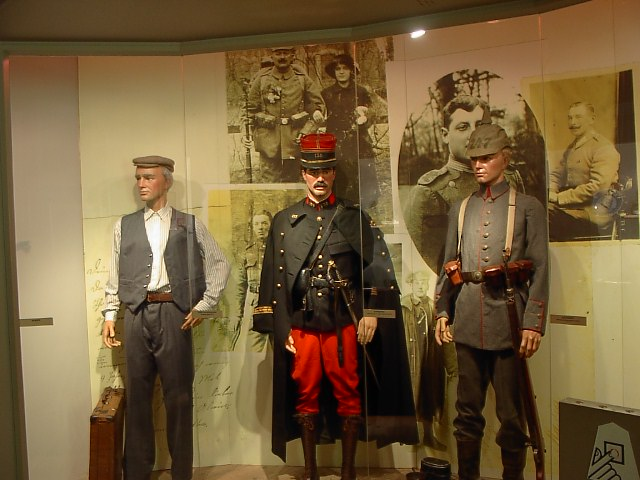
Внутри музея
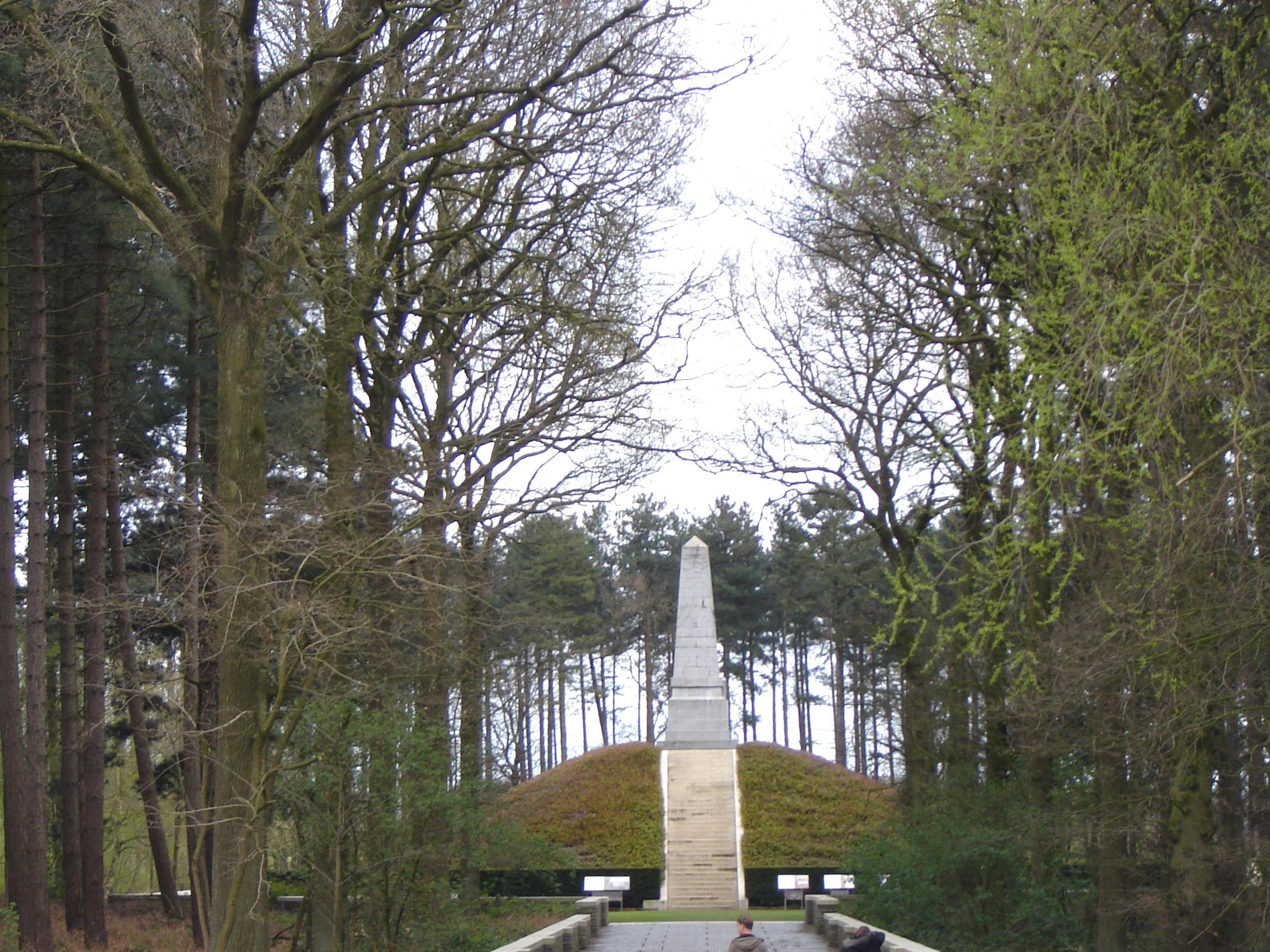
Мемориал в лесу Полигон[англ.]
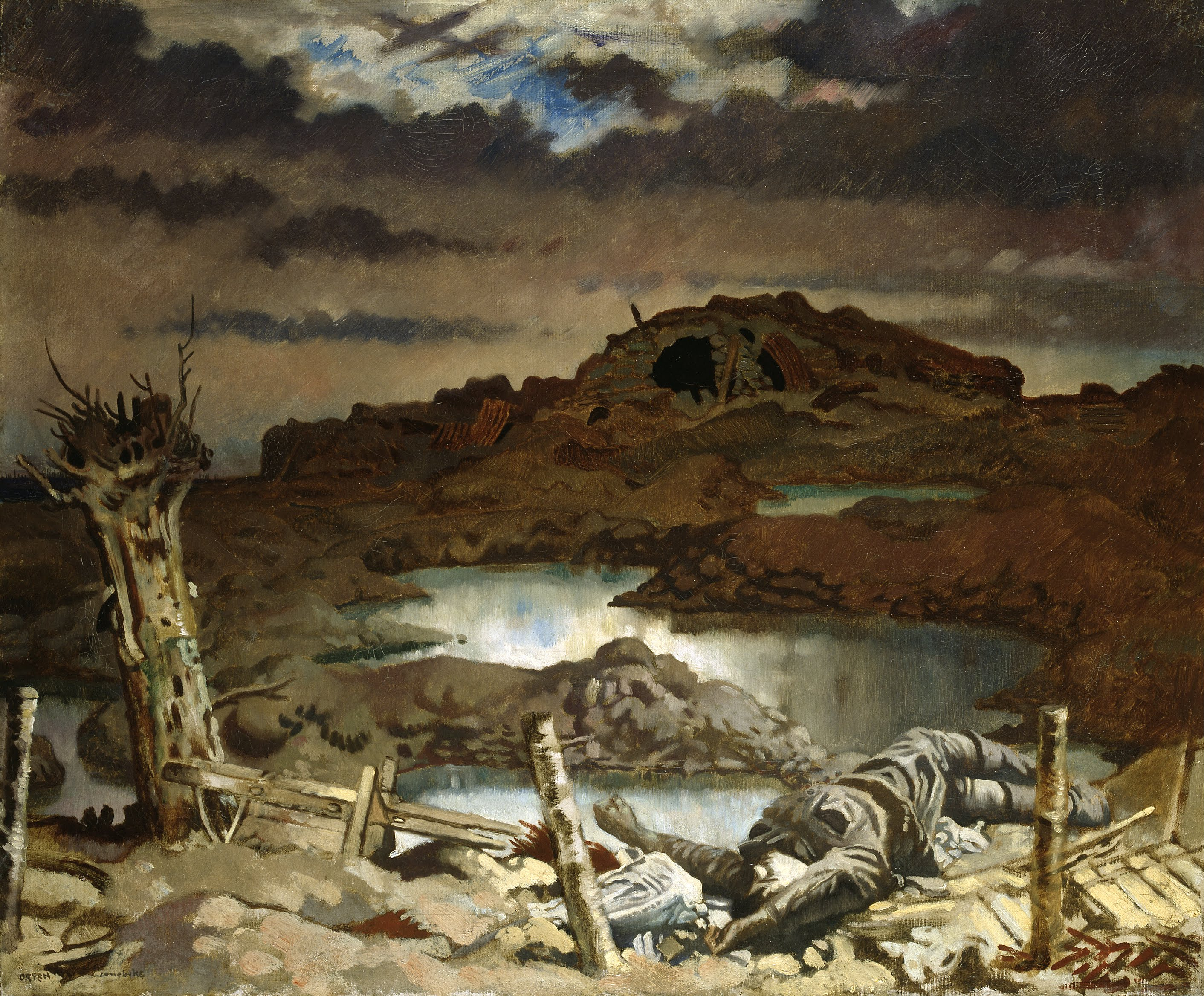
Картина «Зоннебеке» (1918) авторства Уильяма Орпена